# Détente de Joule-Gay-Lussac
Pour les articles homonymes, voir Joule et Gay-Lussac.
La détente de Joule Gay-Lussac, du nom de Joseph Louis Gay-Lussac, est une détente adiabatique irréversible dans le vide. Pendant cette expérience, l'énergie interne du système reste constante : elle est donc isoénergétique.
On en déduit la première loi de Joule : « l'énergie interne d'un gaz parfait ne dépend que de sa température ».

## Description de l'expérience

Schéma de principe de la détente de Joule Gay-Lussac.

On considère deux récipients {\displaystyle C_{1}} de volume {\displaystyle V_{1}} et {\displaystyle C_{2}} de volume {\displaystyle V_{2}}, aux parois calorifugées et indéformables, pouvant communiquer au moyen d'un robinet. Le premier, {\displaystyle C_{1}}, contient un gaz sous la pression {\displaystyle P_{1}} et à la température {\displaystyle T_{1}}. Le deuxième, {\displaystyle C_{2}}, est initialement vide.
On ouvre le robinet. Le gaz se répand dans {\displaystyle C_{2}}. Cette diffusion est un processus spontané, puisqu'aucune action extérieure n'est nécessaire pour que le gaz diffuse, et non renversable, puisqu'une fois le récipient {\displaystyle C_{2}} rempli il ne se revide pas spontanément : la transformation est donc irréversible. L’état final du gaz est {\displaystyle P_{f},V_{f},T_{f}}.
Pour un gaz parfait, on constate expérimentalement que {\displaystyle T_{f}\approx T_{1}}.

## Interprétation
Le système considéré pour les deux calculs ci-dessous regroupe les deux récipients {\displaystyle C_{1}} et {\displaystyle C_{2}}, de volume total {\displaystyle V_{f}=V_{1}+V_{2}}.

### Calcul de la variation d'énergie interne
Soit {\displaystyle \Delta U} la variation d'énergie interne du système considéré. D'après le premier principe de la thermodynamique on a :
{\displaystyle \mathrm {d} U=\delta Q+\delta W}
La transformation est adiabatique, il n'y a pas d'échange de chaleur avec l'extérieur, donc {\displaystyle \delta Q=0}. De plus, le volume du gaz varie mais aucun travail n'est produit par le gaz (puisque l'enceinte 2 est vide), d'où {\displaystyle \delta W=0}. On en conclut que :
{\displaystyle \mathrm {d} U=0}
L'énergie ne varie pas, {\displaystyle U={\text{cte}}}. Pour un gaz parfait, selon la première loi de Joule, l'énergie interne ne dépend que de la température :  {\displaystyle \mathrm {d} U=C_{V}\,\mathrm {d} T} avec {\displaystyle C_{V}} la capacité thermique isochore (à volume constant). Par conséquent la température ne varie pas, {\displaystyle T={\text{cte}}}.

### Calcul de la variation d'entropie
On considère la transformation réversible associée qui passe par le même état initial ({\displaystyle V_{1},T_{1}}) et le même état final ({\displaystyle V_{f},T_{f}=T_{1}}). D'après le premier principe de la thermodynamique, puisque la transformation est isoénergétique et réversible :
{\displaystyle T\,\mathrm {d} S=\mathrm {d} U+P\,\mathrm {d} V=P\,\mathrm {d} V}
On obtient, d'après la loi des gaz parfaits :
{\displaystyle \mathrm {d} S={P \over T}\,\mathrm {d} V=nR\,{\mathrm {d} V \over V}}
On intègre et on obtient finalement :
{\displaystyle \Delta S=nR\int _{V_{1}}^{V_{f}}{\mathrm {d} V \over V}=nR\ln \left({V_{f} \over V_{1}}\right)}
Si le volume double ({\displaystyle V_{f}/V_{1}=2}), la variation d'entropie molaire {\displaystyle \Delta S/n} est de 5,76 J K−1 mol−1.

## Gaz réel
Pour un gaz suivant l'équation d'état de van der Waals :
{\displaystyle \mathrm {d} U=C_{V}\,\mathrm {d} T+n^{2}a\,{\frac {\mathrm {d} V}{V^{2}}}}.
Pour {\displaystyle \mathrm {d} U=0}, on a donc :
{\displaystyle C_{V}\,\mathrm {d} T=-n^{2}a\,{\frac {\mathrm {d} V}{V^{2}}}}
En intégrant, on obtient :
{\displaystyle C_{V}\left(T_{f}-T_{1}\right)=n^{2}a\left({\frac {1}{V_{f}}}-{\frac {1}{V_{1}}}\right)}
Comme {\displaystyle C_{V}>0}, {\displaystyle a>0} et {\displaystyle V_{f}>V_{1}}, on en déduit que {\displaystyle T_{1}>T_{f}}.
Dans une détente de Joule-Gay-Lussac, un gaz de van der Waals ne peut que refroidir (lorsque son volume augmente à énergie constante sa température diminue). C'est le cas de la majorité des gaz réels, à l'exception notable de l'hélium, de l'hydrogène et de certains gaz rares qui se réchauffent sous certaines conditions de température initiale dans une détente de ce type,.